# Droga krajowa B181 (Niemcy)
Droga krajowa 181 (niem. Bundesstraße 181, B 181) – niemiecka droga krajowa przebiegająca  z zachodu na wschód i łączy ze sobą Merseburg w Saksonii-Anhalt i Lipsk w Saksonii.

## Historia
Droga została wybudowana w latach 1816 - 1961 i przebiegała z Merseburga do Berga i była oznakowana jako Pruska droga państwowa nr 68. Fragment tej drogi z Merseburga do Lipska został w 1937 r. przemianowany na Reichsstrasse.